# Kanton Saint-Fons
Der Kanton Saint-Fons war bis 2015 ein französischer Kanton im Arrondissement Lyon und in der  Region Rhône-Alpes. Er gehörte ursprünglich zum Département Rhône und hatte seinen Hauptort in Saint-Fons. Der Kanton wurde abgeschafft, als auf seinem Gebiet die Métropole de Lyon das Département Rhône als übergeordnete Gebietskörperschaft zum Jahreswechsel 2014/2015 ablöste und die Kantone ihre Funktion als Wahlkreise verloren. Seine letzte Vertreterin im conseil général des Départements war Jacqueline Vottero (PS).

## Gemeinden
Der Kanton bestand aus vier Gemeinden: 
| Gemeinde   | Einwohner Jahr | Fläche km² | Bevölkerungsdichte | Code INSEE | Postleitzahl |
| ---------- | -------------- | ---------- | ------------------ | ---------- | ------------ |
| Corbas     | 10.968 (2013)  | 11,88      | 923 Einw./km²      | 69273      | 69960        |
| Feyzin     | 9.377 (2013)   | 9,64       | 973 Einw./km²      | 69276      | 69320        |
| Saint-Fons | 17.584 (2013)  | 6,06       | 2902 Einw./km²     | 69199      | 69190        |
| Solaize    | 2.990 (2013)   | 8,1        | 369 Einw./km²      | 69296      | 69360        |